# Institut de recherche industrielle
L'Institut de recherche industrielle, Inc. (IRI) est une association à but non lucratif basée dans le Comté d'Arlington en Virginie. La mission déclarée de l'IRI, fondé par le Conseil national de la recherche en 1938, est « d'améliorer l'efficacité de l'innovation technologique en mettant en réseau les meilleurs praticiens du monde et des faiseurs d'opinion pour rechercher, partager, apprendre et créer ». L'IRI est une organisation non partisane, fondée sur un système d'appartenance, qui rassemble les chefs de la R & D, pour découvrir et partager les meilleures pratiques dans la gestion de l'innovation technologique.

## Histoire
IRI tient sa première réunion le 25 février 1938 après que le Conseil national de la recherche l'a établi comme branche au sein de sa division de l'ingénierie et de la recherche industrielle (DEIR),. Les membres originels de l'IRI sont quatorze enterprises; Le premier président de l'Institut est Maurice Holland, alors directeur du DEIR. Le 17 avril 1945, l'IRI se sépare du Conseil national de la recherche pour former une association à but non lucratif, (501(c)), intégrée à État de New York.

### Sociétés membres d'origine
- American Optical Company
- Bigelow-Sanford Carpet Company
- Champion Paper and Fibre Company
- Colgate-Palmolive Peet Company
- Collins and Aikman Corporation (en)
- Crane Company
- Fitchburg Paper Company
- Handy and Harman
- Hercules Powder Company
- The Hoover Company
- Jones & Laughlin Steel Corporation (en)
- Procter & Gamble
- Taylor Instruments Company
- Universal Oil Products (en)

## Gouvernance
La gouvernance de l'IRI réside dans sa composition. Chaque organisation membre est responsable du choix d'un représentant de vote (VR) pour voter en son nom lors des élections internes. Une majorité simple est requise pour toute action à entreprendre. L'association est dirigée par un conseil d'administration composé de seize membres élus, chacun pour trois ans. Le conseil d'administration nomme également un président qui sert en tant qu'administrateur en chef et décide de l'issue d'une élection en cas d'égalité.

## Appartenance
Pour devenir membre, une organisation doit avoir pour objectif principal la création, la production et la commercialisation de produits physiques ou intellectuels ou des services basés sur l'innovation technologique. Les laboratoires fédéraux impliqués dans l'innovation technologique, la recherche, la conception, le soutien technique à des produits et des services peuvent également adhérer à l'IRI en tant que membres associés. Le conseil d'administration se réserve le droit de proposer une adhésion limitée aux autres, à sa discrétion.
L'adhésion comprend la participation gratuite aux événements de l'IRI et un abonnement au journal officiel de l'IRI, le Research-Technology Management (RTM).

## Publications
L'institut édite une revue journal bimensuelle, Research-Technology Management (RTM), à l'origine intitulée Research Management. Il publie des articles revus par des pairs couvrant tout le spectre de l'innovation technologique, de la R & D et du développement de produits jusqu'à sa commercialisation. La surveillance de la revue est assurée par un conseil désigné de rédacteurs. L'éditeur et le rédacteur en chef s'occupent de la gestion au jour le jour.
L’institut publie également des bulletins mensuels, des communiqués de presse sur les événements importants, et parfois des livres blancs sur divers sujets.

## Prix
- Médaille IRI
- IRI Achievement Award (en)
- Prix Maurice Holland